# Louis Versiglia
 Louis Versiglia (en italien Luigi Versiglia), né le 5 juin 1873 à Oliva Gessi, près de Pavie, en Lombardie et mort le 25 février 1930 à Li-Thaul-Tseul (probablement Litouzui, Guangdong) en Chine est un évêque salésien italien, missionnaire en Chine au début du XXe siècle, reconnu comme saint par l'Église catholique, en raison du martyre qu'il subit au cours de sa mission dans ce pays. Il fait partie du groupe des 120 martyrs de Chine.

## Biographie

### Études et sacerdoce
Louis Versiglia avait 12 ans quand Don Bosco l'envoya à Turin pour y continuer ses études. Il entra donc chez les Salésiens et étudia la philosophie à l'Université grégorienne de Rome.
Louis Versiglia fut ordonné prêtre le 21 décembre 1885, et devient directeur et maître des novices à Genzano di Roma pendant neuf ans.
Le 7 janvier 1906, il fit partie de la première expédition missionnaire des Salésiens en Chine.

### Missions en Chine
Louis Versiglia arrive à Macao (possession portugaise) où l'évêque de Macao, Dom João Paulino de Azevedo e Castro, lui confie la direction de l'orphelinat de l'Immaculée-Conception qui devient l'Instituto Salesiano. Expulsés en 1910 à cause des tensions entre l'Église catholique et la Première République portugaise qui menait une politique anticléricale, les Salésiens s'établissent à Heung Shan (ou Xiangshan, actuellement Zhongshan). 
Le 9 janvier 1921, il est consacré évêque par Mgr de Guébriant, afin de diriger le vicariat apostolique de Shiu Chow (Chaozhou), à 221 km au nord de Canton. Là, il organise la catéchèse, ouvre des écoles et institue plusieurs séminaires, malgré les difficultés et l'hostilité d'une partie de la population.
Fin janvier 1930, il décide d'aller faire une visite pastorale à Lin Chow (Lianzhou), en compagnie d'un autre prêtre salésien, le père Callisto Caravario et de trois jeunes filles qu'ils raccompagnaient dans leur famille. Ils prennent le train le 24 février, et continuent en bateau. Après une escale à Ling Kong How, ils repartent, et rencontrent alors une bande de pirates. Les deux missionnaires s'interposent pour protéger la vie des jeunes filles dont les pirates voulaient s'emparer, et ils sont massacrés à coups de fusil.

## Béatification et canonisation
- Louis Versiglia a été béatifié le 15 mai 1983 à Rome par le pape Jean-Paul II,
- et canonisé le 1er octobre 2000 à Rome par le même pape.
- Sa fête a été fixée au 25 février (aussi le 13 novembre pour les Salésiens).

## Citation
Du pape Jean-Paul II lors de l'homélie de béatification :

« Ce martyre réalise une vision prophétique du fondateur saint Jean Bosco qui, en rêvant avec prédilection à l'Extrême-Orient pour ses fils, parlait de « calices pleins de sang » et annonçait des fruits merveilleux »

## Sources
- Osservatore Romano: 1983 n.21 et 25  -  2000 n.39 p. 9-10  -  n. 40 p. 1-7  -  n.41 p. 7.10
- Documentation catholique : 1983 p. 701-702  -  2000 n.19 p. 906-908